# Бели пласт
Бели пласт е село в Южна България, област Кърджали, община Кърджали.

## География
Село Бели пласт е разположено в Родопите. Намира се на 17 километра североизточно от град Кърджали.

## Население
Численост и дял на етническите групи според преброяването на населението през 2011 г.:
|                     | Численост | Дял (в %) |
| Общо                | 367       | 100,00    |
| Българи             | 0         | 0,00      |
| Турци               | 365       | 99,45     |
| Цигани              | 0         | 0,00      |
| Други               | 0         | 0,00      |
| Не се самоопределят | 0         | 0,00      |
| Неотговорили        | 0         | 0,00      |

## Забележителности
- Скален зеолитов феномен Каменни гъби.[3]

- Скалните гъби край селото
- Скалните гъби